# Casewise
Casewise est un éditeur de logiciels d'architecture d'entreprise et d'analyse des processus métier dont le siège mondial est situé au Royaume-Uni et dont le siège américain est à New York.
En 2016, Casewise a été rachetée par erwin Inc..
Casewise développe des logiciels d’analyse des processus métiers utilisés pour documenter, concevoir et simuler des processus d’affaires. En fonction du secteur d'activité du client, Casewise propose des « modèles de meilleures pratiques et des cadres de référence pour accélérer les initiatives de processus métier ». Le logiciel d’architecture d’entreprise de Casewise inclut Casewise Corporate Modeler, un outil de modélisation et d’analyse basé sur un référentiel, conçu avec la technologie .NET de Microsoft.
Casewise compte plus de 3 000 clients, parmi lesquels NASA, Pfizer, Capital One, United Healthcare, US Army Corps of Engineers, Southern California Edison, et la Banque Nationale du Canada,.
En plus du Royaume-Uni et des États-Unis, Casewise est présent dans plusieurs pays dont la Belgique, le Canada, la France, l’Italie, l’Afrique du Sud, Bahreïn, l’Australie et la Suisse,, et son logiciel est disponible en 14 langues.

## Casewise Afrique du Sud
Depuis 2011, Casewise Afrique du Sud est un revendeur à valeur ajoutée et partenaire de erwin Inc. La marque Casewise est devenue populaire dans les domaines de la recherche sur les processus métiers, de la gestion des processus d'entreprise, du traitement des connaissances, de l’infrastructure organisationnelle, ainsi que de la gouvernance, des risques et des politiques, en intégrant une grande variété de technologies et de services, avec une forte sensibilisation aux secteurs verticaux et aux économies locales.

## Casewise Australie
Casewise Asia Pacific Pty Ltd est basée à Melbourne, Victoria, Australie, et fait partie de l'industrie ID. Casewise ne compte que 4 employés et ne génère aucun revenu en millions de dollars américains.